# ジョン・ウェルズ
ジョン・ウェルズ（John Wells、1956年5月28日 - ）は、アメリカ合衆国の映画プロデューサー、映画監督、脚本家である。

## 経歴
1956年5月28日、ヴァージニア州アレクサンドリアに生まれる。幼少期をコロラド州デンヴァーで過ごす。カーネギー・メロン大学を卒業。南カリフォルニア大学にて修士号を取得した。
1999年から2001年、2009年から2011年の2期にわたり、西部全米脚本家組合の会長を務めた。2010年、『カンパニー・メン』で長編映画監督デビューを果たす。2013年、『8月の家族たち』を監督する。

## フィルモグラフィー

### 映画
- 天使の旅立ち Entertaining Angels: The Dorothy Day Story （1996年） - 脚本
- ピースメーカー The Peacemaker （1997年） - 製作総指揮
- 灰の記憶 The Grey Zone （2001年） - 製作総指揮
- ギャンブル・プレイ The Good Thief （2002年） - 製作
- ストーカー One Hour Photo （2002年） - 製作総指揮
- エデンより彼方に Far from Heaven （2002年） - 製作総指揮
- ホワイト・オランダー White Oleander （2002年） - 製作
- パーティ★モンスター Party Monster （2003年） - 製作総指揮
- キャンプ Camp （2003年） - 製作総指揮
- バレエ・カンパニー The Company （2003年） - 製作総指揮
- イノセント・ラブ A Home at the End of the World （2004年） - 製作
- ア・ダーティ・シェイム A Dirty Shame （2004年） - 製作総指揮
- DOOM Doom （2005年） - 製作
- ドゥーマ Duma （2005年） - 製作
- 美しすぎる母 Savage Grace （2007年） - 製作総指揮
- アメリカン・クライム An American Crime （2007年） - 製作総指揮
- いとしい人 Then She Found Me （2007年） - 製作総指揮
- アイム・ノット・ゼア I'm Not There （2007年） - 製作総指揮
- 汚れなき情事 Cracks （2009年） - 製作総指揮
- カンパニー・メン The Company Men （2010年） - 監督・脚本・製作
- 8月の家族たち August: Osage County （2013年） - 監督
- ラブ&マーシー 終わらないメロディー Love & Mercy （2014年） - 製作
- 二ツ星の料理人 Burnt （2015年） - 監督・製作
- ゴート Goat （2016年） - 製作総指揮
- DOOM/ドゥーム:アナイアレーション Doom: Annihilation （2019年） - 製作総指揮

### テレビ映画
- ミセス・ハリスの犯罪 Mrs. Harris （2005年） - 製作総指揮

### テレビドラマ
- ER緊急救命室 ER （1994年 - 2009年） - 監督・製作総指揮
- サード・ウォッチ Third Watch （1999年 - 2005年） - 製作総指揮
- ザ・ホワイトハウス The West Wing （1999年 - 2006年） - 製作総指揮
- サウスランド Southland （2009年 - 2013年） - 製作総指揮
- ミルドレッド・ピアース 幸せの代償 Mildred Pierce （2011年） - 製作総指揮
- シェイムレス 俺たちに恥はない Shameless （2011年 - 2020年） - 監督・脚本・製作総指揮

## 受賞
- 2010年 - 第10回ニューヨーク映画批評家オンライン賞 新人監督賞（『カンパニー・メン』）[6]